# Jorge Cuello Mainardi
Jorge Cuello Mainardi (Ponce, Puerto Rico, 25 de març de 1937 - Santo Domingo, 6 de gener de 2021) va ser un jugador de bàsquet porto-riqueny i doctor en psiquiatria. Amb els seus 1,78 metres d'alçada jugava en la posició d'escorta.
Cuello va arribar a Catalunya per estudiar la carrera de medicina, i va fitxar per l'Aismalíbar de Montcada la temporada 1954-55. Provenia d'una família benestant i va fer portar sabates professionals Converse des del seu país per a tots els seus companys, en veure el calçat amb el qual es jugava llavors. També va ser l'encarregat d'ensenyar a la resta de companys del club a llençar a cistella en suspensió. En aquella primera temporada a Montcada l'Aismalíbar es va proclamar campió de la Copa del Generalíssim. Després de passar un any al Picadero, el 1960 va ser fitxat pel FC Barcelona, però en acabar la temporada el president Enric Llaudet decidí de dissoldre la secció de bàsquet. Cuello i els germans Martínez (Alfonso i José Luis) van marxar a jugar al Joventut de Badalona. D'aquesta manera es convertia en el primer jugador estranger en jugar al club badaloní. A la temporada següent Llaudet va tornar a formar equip i Cuello se'n va tornar al Barcelona.
La temporada 1965-66 arribava a Granada per fitxar per l'Alhamar-Lanjarón, després d'haver jugat amb els escolapis. Va arribar a ser l'entrenador del club, i va haver de tornar-se'n al seu país per motius familiars durant la temporada 1969-70.